# Relaciones Costa Rica-Eslovaquia
Las relaciones Costa Rica-Eslovaquia se refieren a las relaciones internacionales que existen entre Costa Rica y Eslovaquia.
En 1993, Costa Rica reconoció a Eslovaquia en su calidad de sucesora de Checoslovaquia, país con el que Costa Rica sostenía relaciones diplomáticas desde 1924. Actualmente la atención de los asuntos de Eslovaquia con Costa Rica, los tramita la Embajada de Eslovaquia en México.

## Relaciones diplomáticas
- Costa Rica no tiene embajada en Eslovaquia.[2]
- Eslovaquia tiene una embajada en Ciudad de México concurrente para Costa Rica.[3]